# Wyższa Szkoła Humanistyczna we Wrocławiu
Wyższa Szkoła Humanistyczna we Wrocławiu – jedna z kilkunastu niepublicznych szkół wyższych we Wrocławiu, powstała w 2002 roku. Początkowo kształciła studentów na  kierunkach zaliczanym do nauk humanistycznych, na studiach stacjonarnych oraz niestacjonarnych. Obecnie w ramach struktury organizacyjnej uczelni znajduje się 1 wydział.
Aktualnie zatrudnionych jest 9 pracowników naukowo-dydaktycznych, z czego 1 ze stopniem naukowym profesora, 3 ze stopniem naukowym doktora habilitowanego, 5 na stanowisku adiunkta ze stopniem naukowym doktora.
Wyższa Szkoła Humanistyczna we Wrocławiu posiada bazę dydaktyczno-szkoleniową w budynku przy ul. Robotniczej 70 B.

## Historia
Wyższa Szkoła Humanistyczna we Wrocławiu powstała w październiku 2002 roku na mocy decyzji Ministra Edukacji Narodowej i Sportu oraz wpisana do rejestru niepaństwowych uczelni zawodowych pod numerem 113. Misją szkoły było kształcenie studentów w systemie stacjonarnym, wieczorowym i zaocznym na poziomie wyższych studiów zawodowych licencjackich i inżynierskich, a także na studiach podyplomowych. Kształciła na takich kierunkach jak: filologia niemiecka, politologia, stosunki międzynarodowe, geodezja i kartografia, gospodarka przestrzenna. Pierwsi absolwenci mury uczelni opuścili w 2006 roku.

## Władze
- Rektor: dr Beata Fertała-Harlender
- Kanclerz: Wacław Łączyński

## Poczet rektorów
- 2002–2005: dr Kazimierz Merta – filozof (etyka)
- 2005–2012: dr Rober Dziuba – ekonomista (międzynarodowe stosunki gospodarcze)
- od 2012 r.: dr inż. Bożena Kwasińska – inżynier materiałowy (wytrzymałość materiałów)
- dr Agnieszka Włostowska
- dr Beata Fertała-Harlender

## Kierunki kształcenia
Aktualnie Wyższa Szkoła Humanistyczna oferuje możliwość kształcenia studiach pierwszego stopnia (licencjackie, 3-letnie) na kierunku Architektura wnętrz.
Poza tym Uczelnia oferuje następujące studia podyplomowe:
- grafika komputerowa w architekturze wnętrz
- sztuka wystawiennicza i scenografia
- wnętrza i design
- stylizacja & Art.

## Uczelnie partnerskie
Wyższa Szkoła Humanistyczna we Wrocławiu współpracuje z zagranicznymi uczelniami o podobnym profilu.
Estonia
- Akademia Medyczna w Tallinnie, Tallinn

Bułgaria
- Uniwersytet Medyczny, Płowdiw

Litwa
- Kauno Kolegija, Kowno
- Šiaulių valstybinė kolegija, Szawle

Niemcy
- Hochschule 21, Buxtehude
- Hochschule Neubrandenburg, Neubrandenburg
- Staatliche Studienakademie Riesa, Riesa
- Hochschule Zittau/Görlitz, Żytawa
- Akademia Techniczno-Handlowa, Drezno
- Uniwersytet Nauk Stosowanych, Lipsk

Portugalia
- Instituto Politécnico de Castelo Branco, Castelo Branco

Rumunia
- Uniwersytet Oradejski, Oradea
- Uniwersytet Zachodni, Timișoara

Turcja
- Uniwersytet Süleymana Demirela, Isparta
- Uniwersytet Hacettepe, Ankara
- Uniwersytet Republikański, Sivas
- Uniwersytet Stołeczny, Ankara

Węgry
- Uniwersytet w Miszkolcu, Miszkolc